# Ompundja (Wahlkreis)
Ompundja ist ein Wahlkreis in der Region Oshana im Norden Namibias. Verwaltungssitz ist die gleichnamige Ansiedlung Ompundja. Der Wahlkreis hat (Stand 2023) 4600 Einwohner, die auf einer Fläche von 466 Quadratkilometer leben.
Ompundja bedeutet Steinböckchen in Oshivambo (vgl. Ombundja in Otjiherero).

## Wahlen
| Wahl | Name           | Partei | Stimmenanteil |
| ---- | -------------- | ------ | ------------- |
| 1992 |                |        |               |
| 1998 | Lovisa Nelongo | SWAPO  | 85,6 %        |
| 2004 | Adolf Uunona   | SWAPO  | 99,4 %        |
| 2010 | Adolf Uunona   | SWAPO  | 99,4 %        |
| 2015 | Adolf Uunona   | SWAPO  | o. W. 1       |
| 2020 | Adolf Uunona   | SWAPO  | 84,2 %        |

## Internationale Aufmerksamkeit
Internationale Aufmerksamkeit bekam der Wahlkreis, da der Politiker namens Adolf Hitler Uunona die Kommunalwahlen im Wahlkreis Ompundja bei den Regionalratswahlen 2004, 2010, 2015 und 2020 gewann. Der Regionalabgeordnete distanzierte sich nach der Wahl 2020 von seinem historischen Namensvetter und bezeichnete sich als Bürgerrechtler.